# 広井庄一
広井 庄一（ひろい しょういち、1931年12月19日 - 2020年6月29日）は、日本の政治家。新潟県小千谷市長（1期）。

## 来歴
新潟県小千谷市出身。高等小学校卒。小千谷市議会議員を4期務め、副議長となった。1997年小千谷市長に当選。翌年市の発注工事の談合事件が起き、行政処分を不服とした市長解職請求運動が起き、広井はこれに反対した。同年10月に市長を辞職し、出直し市長選挙に立候補したが、元市議会議長の関広一に敗れた。